# Potamonautes warreni
Potamonautes warreni is een krabbensoort uit de familie van de Potamonautidae. De wetenschappelijke naam van de soort is voor het eerst geldig gepubliceerd in 1918 door Calman.